# Grafrath
Grafrath is een gemeente in de Duitse deelstaat Beieren, en maakt deel uit van het Landkreis Fürstenfeldbruck.
Grafrath ligt aan de rivier de Amper en telt 3.941 inwoners.

## Geschiedenis
Grafrath bestaat vanaf 1972 en is een fusie van de gemeenten Wildenroth en Unteralting. De fusiegemeente is genoemd naar de graaf Rath (een korte vorm van de naam Ratho of Rathard) wiens graf zich aldaar in de kerk St. Rasso bevindt. De naam Razzo gaf hem pas later een chronist uit Dießen am Ammersee. Rath(o) stamde uit een hoogadellijk Frankisch geslacht. In de eerste helft van de 9e eeuw werd hij door de Frankenkoning benoemd als bestuurder van een graafschap in het gebied rond de Ammersee en Starnberger See. Binnen zijn graafschap richtte hij op een eilandje in de rivier de Amper een benedictijnenklooster op. Het eilandje, toendertijd gewoonweg Wörth genoemd, is later verland. Na zijn dood, de oudste bronnen spreken van 19 juni 854, werd hij door monniken onder een zerk in de kerk bijgezet. In het begin van de 12e eeuw verhuisden de graven Berthold II van Andechs en Otto III van Wolfratshausen het door Graaf Rath opgerichte klooster naar hun stamzetel in Dießen am Ammersee. Ook de door Graaf Rath verzamelde relikwieën verhuisden mee. Het klooster en de kerk met het graf van Graaf Rath werden als allodium overgedragen aan een priester, die door de bisschop van Ausgsburg was aangewezen. Sindsdien deed het complex verder dienst als bedevaartsoord met bijbehoorende kloosterherberg (Duits: Klosterwirtschaft). De kloosterherberg werd in 2016 omgebouwd tot luxe woningen. De naam Graaf Rath (Duits: Graf Rath) wordt al in de 14e eeuw genoemd voor de plaats rond het klooster en de kerk, steeds met het voorvoegsel Sint (heilige) (Duits: Sankt).

## Bezienswaardigheden
- De bedevaartskerk St. Rasso
- De Forstlicher Versuchsgarten Grafrath, een proeftuin voor de bosbouw
- De Wolfsgrube, een doodijsgat
- Het Ampermoos, een moeras tussen Grafrath en de Ammersee

## Bekende inwoners
- Carl Orff (1895–1982) - Componist, muziekpedagoog en theaterman heeft zijn jeugd in Grafrath doorgebracht.

## Externe links

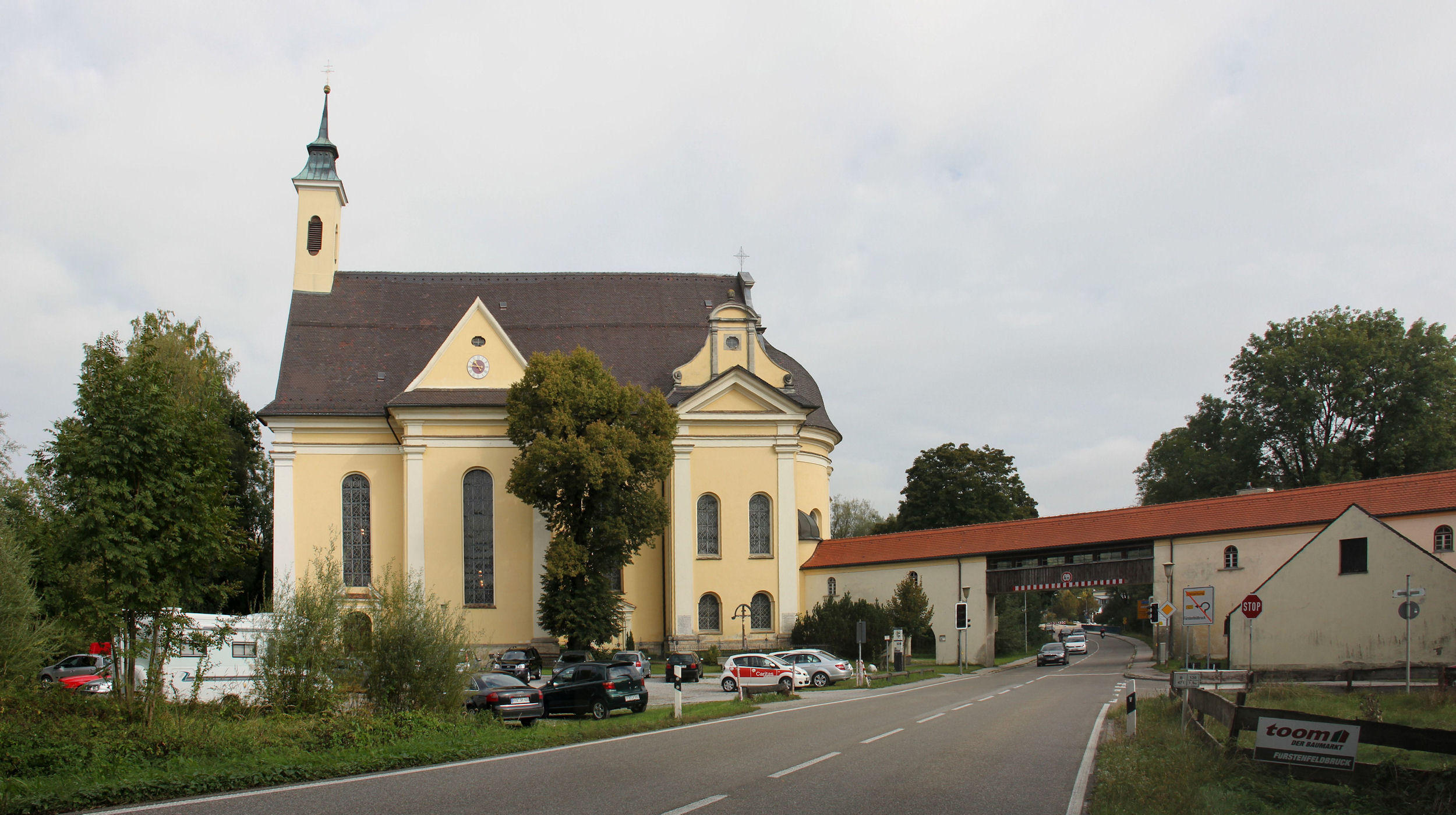
Bedevaartskerk St. Rasso

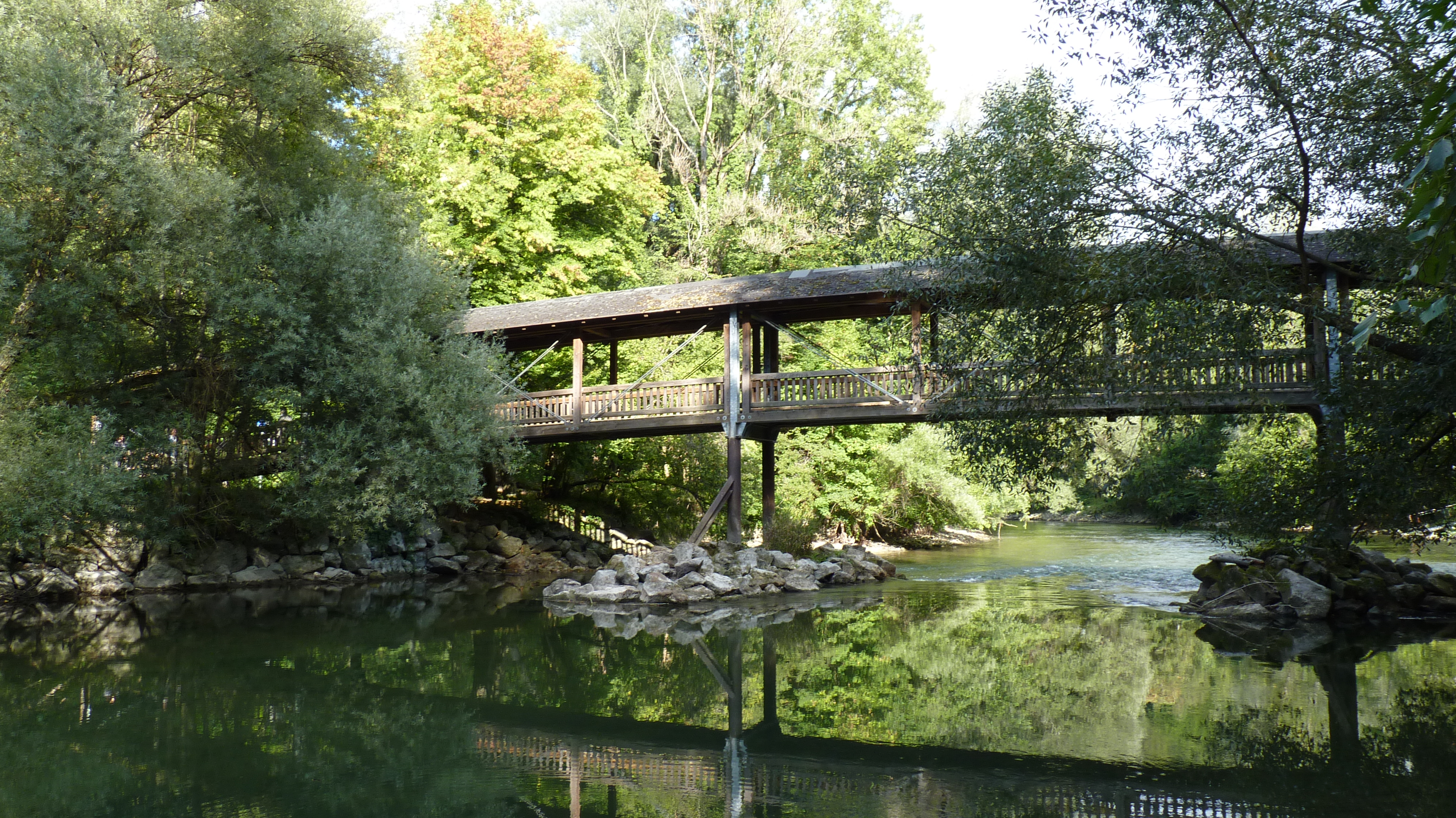
Voetgangersbrug over de Amper